# Yevgueni Salájov
Yevgueni Aleksándrovich Salájov –en ruso, Евгений Александрович Салахов– (Sverdlovsk, 25 de enero de 1979) es un deportista ruso que compitió en piragüismo en la modalidad de aguas tranquilas. Ganó dos medallas en el Campeonato Mundial de Piragüismo entre los años 2010 y 2011, y tres medallas en el Campeonato Europeo de Piragüismo entre los años 2000 y 2001.

## Palmarés internacional
| Campeonato Mundial | Campeonato Mundial | Campeonato Mundial | Campeonato Mundial |
| Año                | Lugar              | Medalla            | Competición        |
| ------------------ | ------------------ | ------------------ | ------------------ |
| 2010               | Poznań (Polonia)   | Medalla de bronce  | K1 4 × 200 m       |
| 2011               | Szeged (Hungría)   | Medalla de plata   | K1 4 × 200 m       |
| Campeonato Europeo |                    |                    |                    |
| Año                | Lugar              | Medalla            | Competición        |
| 2000               | Poznań (Polonia)   | Medalla de bronce  | K2 1000 m          |
| 2000               | Poznań (Polonia)   | Medalla de bronce  | K4 500 m           |
| 2001               | Milán (Italia)     | Medalla de plata   | K4 200 m           |